# Leucostethus fraterdanieli
Leucostethus fraterdanieli es una especie de anfibio anuro de la familia Dendrobatidae. Esta rana es endémica de los departamentos de Valle del Cauca, Quindío, Risaralda, Antioquia, Nariño y Caldas entre los 650 y 2750 m de altitud de las cordilleras Occidental y Central en Colombia. Habita junto a arroyos y humedales en bosques nublados, bosques en zonas urbanas y zonas de cultivo.
Se reproducen durante todo el año. Pone huevos entre la hojarasca, que el macho defiende. Una vez eclosionan, los machos cargan a su espalda a los renacuajos (entre 10 y 11 a la vez) y los llevan a charcas tranquilas o remansos de los arroyos para que se desarrollen allí.
Los machos miden de 20.5 a 24 mm y las hembras de 24 a 27 mm. Esta especie lleva el nombre en honor del Reverendo Hermano Daniel.

## Publicación original
- Silverstone, 1971 : Status of certain frogs of the genus Colostethus, with descriptions of new species. Natural History Museum of Los Angeles County, Science Bulletin, n.º 215, p. 1-8